# وادي ساية
وادي ساية وادٍ شهير من وديان سُليم القديمة في منطقة مكة المكرمة، وما زال باسمه منذ الجاهلية حتى الآن.

## الموقع
يقع ما بين مكة والمدينة، وهو أقرب إلى مكة وطوله حوالي سبعين كيلو متر تقريبا، يبدأ وادي ساية من أعلى حرة بني سليم إلى أن يَصب في محافظة الكامل والتي تعتبر عاصمة وادي ساية كله وهي أكبر محافظات بني سليم في الوقت الحاضر وحول وادي ساية من جميع الجهات فتقع ديار بعض العشائر من بني سُليم .

## القرى
يوجد في وادي ساية العديد من القرى والهجر وهي: مهايع، المضحاة، المثناة، ملح، الغريفين، الخديد، الفارع، الوقبة، حظي، الشعبة، الصمد، الصميد، ايهالا العليا، ايهالا السفلى، ملح، اللصب، الدمان، العقلة، الشعبة، التلعة، المعرد، العبيدية وهناك قرى أخرى غيرها.

## النشاط الزراعي
وزراعات ساية أشهرها النخيل وأنواعه اللبان والمتلبن ، إلى جانب زراعة الليمون وبعض الموالح والخضر والحبوب كالدخن والذرة ومن الخضار القثة والطماطم ومن الفواكة الحبحب والمانجو والموز وتسقى بأبار في وادي ساية ، وتعتبر الزراعة في ساية مزدهرة .وكذلك تشتهر برعي الغنم الضأن والماعز